# Pancé
Pancé település Franciaországban, Ille-et-Vilaine megyében. Lakosainak száma 1171 fő (2022. január 1.). Pancé Bain-de-Bretagne, La Bosse-de-Bretagne, Crevin, Le Petit-Fougeray, Pléchâtel, Poligné és Le Sel-de-Bretagne községekkel határos.

## Népesség
A település népességének változása:
| Lakosok száma | 725  | 763  | 794  | 1099 | 1154 | 1156 | 1171 | 1191 | 1196 | 1171 |
|               | 1968 | 1982 | 1990 | 2006 | 2013 | 2015 | 2017 | 2019 | 2020 | 2022 |